# Arctostaphylos virgata
Arctostaphylos virgata är en ljungväxtart som beskrevs av Alice Eastwood. Arctostaphylos virgata ingår i släktet mjölonsläktet, och familjen ljungväxter. Inga underarter finns listade i Catalogue of Life.